# Tindivanam
Tindivanam là một thành phố và khu đô thị của quận Viluppuram thuộc bang Tamil Nadu, Ấn Độ.

## Địa lý
Tindivanam có vị trí 12°15′B 79°39′Đ / 12,25°B 79,65°Đ Nó có độ cao trung bình là 58 mét (190 feet).

## Nhân khẩu
Theo điều tra dân số năm 2001 của Ấn Độ, Tindivanam có dân số 67.826 người. Phái nam chiếm 50% tổng số dân và phái nữ chiếm 50%. Tindivanam có tỷ lệ 76% biết đọc biết viết, cao hơn tỷ lệ trung bình toàn quốc là 59,5%: tỷ lệ cho phái nam là 81%, và tỷ lệ cho phái nữ là 70%. Tại Tindivanam, 11% dân số nhỏ hơn 6 tuổi.